# Seray
Seray is een bestuurslaag in het regentschap Lampung Barat van de provincie Lampung, Indonesië. Seray telt 1562 inwoners (volkstelling 2010).